# This Bridge Called My Back
This Bridge Called My Back: Writings by Radical Women of Color (Ce pont appelé mon dos : essais par des femmes de couleur radicales) est une anthologie féministe éditée par Cherríe Moraga et Gloria E. Anzaldúa. Sa première publication date de 1981 par Persephone Press, la seconde, de 1983 par Kitchen Table: Women of Color Press; le livre est réédité par Third Woman Press en 2008, puis, une quatrième fois par la State University of New York Press en 2015. Ce livre se focalise sur les expériences des femmes de couleur en soulignant l'intersectionnalité de leurs identités multiples et en remettant en cause le féminisme blanc et sa prétention à la solidarité basée uniquement sur la sororité. Les écrits de cette anthologie, avec d'autres écrits de féministes de couleur de renom, appellent à une plus grande prise en compte au sein du féminisme des subjectivités marquées par le racisme et sont fondateurs de la troisième vague féministe. Il s'agit de l'un des livres de théorie féministe les plus cités au monde 

## Contributrices
- Norma Alarcon
- Gloria E. Anzaldúa
- Toni Cade Bambara
- Ana Castillo
- Chrystos
- Combahee River Collective
- Aurora Levins Morales
- Audre Lorde
- Cherríe Moraga
- Rosario Morales
- Barbara Smith
- Beverly Smith
- Max Wolf Valerio
- Merle Woo
- Nellie Wong
- Mitsuye Yamada